# Heinrich Balss
Heinrich Balss est un zoologiste allemand, né le 3 juin 1886 et mort le 17 septembre 1957.

## Biographie
Spécialiste des crustacés et notamment des décapodes, il est conservateur en chef de la Collection zoologique d'État de l’université de Munich. Il est l’auteur des parties sur les décapodes et les stomatopodes dans Klassen und Ordnungen des Tierreichs (Classes et Ordres du règne animal) d’Heinrich Georg Bronn (1800-1862).
Plusieurs espèces lui ont été dédiées :
- Balssia (nl) Kemp, 1922
- Podocallichirus balssi (nl) (Monod, 1935)
- Detocarcinus balssi (nl) (Monod, 1956)
- Trizocheles balssi (nl) (Stebbing, 1914)
- Rhynchocinetes balssi (nl) Gordon, 1936
- Ctenocheles balssi (nl) Kishinouye, 1926
- Galathea balssi, 1964